# Mechanizm uderzeniowy

Mechanizm uderzeniowy pistoletu Colt M1911. Zwolniony przez mechanizm spustowy kurek uderza w iglicę, która następnie zbija spłonkę naboju powodując wystrzał

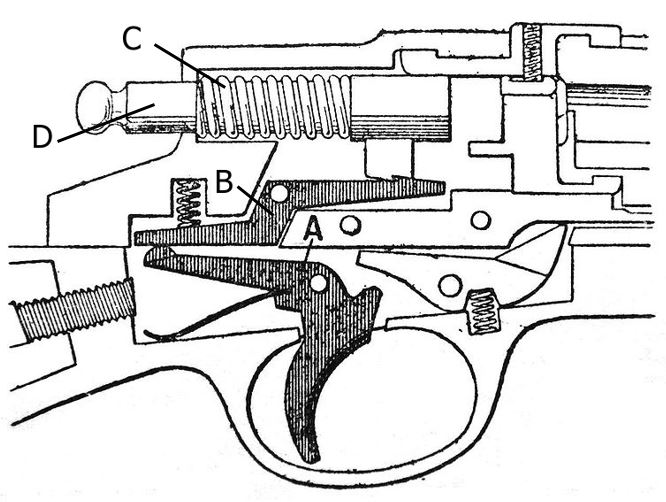
Mechanizm uderzeniowy karabinu.
C – sprężyna uderzeniowa,
D – bijnik

Mechanizm uderzeniowy – rodzaj mechanizmu odpalającego powodującego strzał poprzez mechaniczne zbicie spłonki iglicą. 
Jego działanie poprzedzone jest napięciem sprężyny uderzeniowej lub sprężyny powrotnej celem zakumulowania energii potrzebnej do zbicia spłonki. Napinanie sprężyny następuje najczęściej w wyniku mechanicznego oddziaływania na iglicę, kurek lub bijnik zamka lub suwadła, rzadziej spotykane jest napinanie mechanizmu uderzeniowego za pośrednictwem mechanizmu spustowego poprzez nacisk na spust (zob. samonapinacz).

## Podział

Rodzaje mechanizmów uderzeniowych. Od góry:
- igliczny,
- bijnikowy,
- kurkowy z iglicą,
- kurkowy z kurkiem uderzającym bezpośrednio w spłonkę.

Mechanizmy uderzeniowe dzielą się na:
- kurkowe – sprężyna uderzeniowa działa na iglicę za pośrednictwem elementu poruszającego się ruchem obrotowym (kurka)
- bijnikowe – sprężyna uderzeniowa działa na iglicę za pośrednictwem elementu poruszającego się ruchem posuwistym (bijnika)
- igliczne – sprężyna uderzeniowa działa bezpośrednio na iglicę.